# أكبر أباد (ديمكاران)
اکبر أباد (بالفارسية: اکبر آباد) هي قرية تقع في إيران في قسم دیمکاران الريفي. يقدر عدد سكانها بـ 76 نسمة بحسب إحصاء 2016.